# Ordinul Muncii (România)
Ordinul Muncii a fost o decorație înființată în 1948 și acordată în timpul regimului comunist acelora care obțineau realizări considerate deosebite în diferite domenii de activitate. Ordinul avea trei clase și era însoțit, începând din 1949, de decorația mai mică Medalia Muncii.
Ordinul și medalia erau destinate inițial stimulării materiale în cadrul „întrecerilor socialiste”. Nelimitarea numărului persoanelor care puteau fi decorate cu ordinul sau medalia a făcut ca în anii 1950 să fie decorate destul de multe persoane. Cât timp aceste decorații nici nu se doreau cu adevărat un simbol al recunoștinței statului, a onorării unei anumite persoane, ci reprezentau mijloace de a da anumite avantaje materiale (un impozit pe salariu mai mic, dreptul la o cameră în plus etc.), anumitor persoane socotite „meritorii” de către partid, această situație nu deranja pe nimeni.

## Ordinul Muncii
Ordinul a fost înființat prin Decretul Consiliului de Stat nr. 16/1948, iar regulamentul privind caracteristicile sale a fost actualizat prin Decretul nr. 415/1953. Aceste acte au fost abrogate prin Legea nr.7 din 8 ianuarie 1998.

### Descriere
Ordinul Muncii are însemnul de dimensiunile 46,7 x 43,5 mm și este format din trei piese suprapuse. În centru apar secera și ciocanul sprijinindu-se pe două spice de grâu între care se află o stea cu cinci colțuri, emailată roșu. Ansamblul este înconjurat de frunze de laur. Fundalul este un soare și fascicole de raze. În partea inferioară, se află o eșarfă ondulată, emailată roșu, cu inițialele RPR, respectiv RSR. La clasa I, razele soarelui sunt aurii, iar frunzele de laur argintii. La clasa a II-a, razele soarelui sunt argintii, iar frunzele de laur aurii. La clasa a III-a, atât razele soarelui, cât și frunzele de laur au culoarea bronzului.
Unele exemplare, pentru înalți demnitari, aveau în componență metale prețioase: aur și argint cu titlul 750, având o greutate de c. 35 g.

### Acordare
Acest ordin nu era destinat să confere „onoare” celor decorați ci, în primul rând, să ofere câteva avantaje materiale, extrem de bine venite într-o societate pauperă și care proclama un relativ egalitarism al câștigurilor salariale. Nelimitarea numărului persoanelor care puteau fi decorate cu un ordin sau cu o anumită clasă a acestuia a determinat, mai ales în primul deceniu, o „inflație” de decorații.
Ordinul putea fi acordat întreprinderilor industriale,
unităților agricole (GAC/CAP, SMA),
serviciilor,
institutelor de cercetare-proiectare organizațiilor de partid, consiliilor județene,
formațiilor artistice.

Individual, și muncitorii „fruntași” primeau Ordinul Muncii, decorație instituită special pentru celebrarea întrecerilor în producție.
Dacă la început decorațiile erau acordate masiv, prin decrete colective,
ulterior era acordat mult mai rar, prin decrete individuale,
de multe ori nepublicate.
De asemenea, putea fi acordat și militarilor,
și oricăror alte persoane care susțineau regimul,
inclusiv persoanelor care nu erau cetățeni ai RSR.

Ordinul Muncii clasele a II-a și a III-a
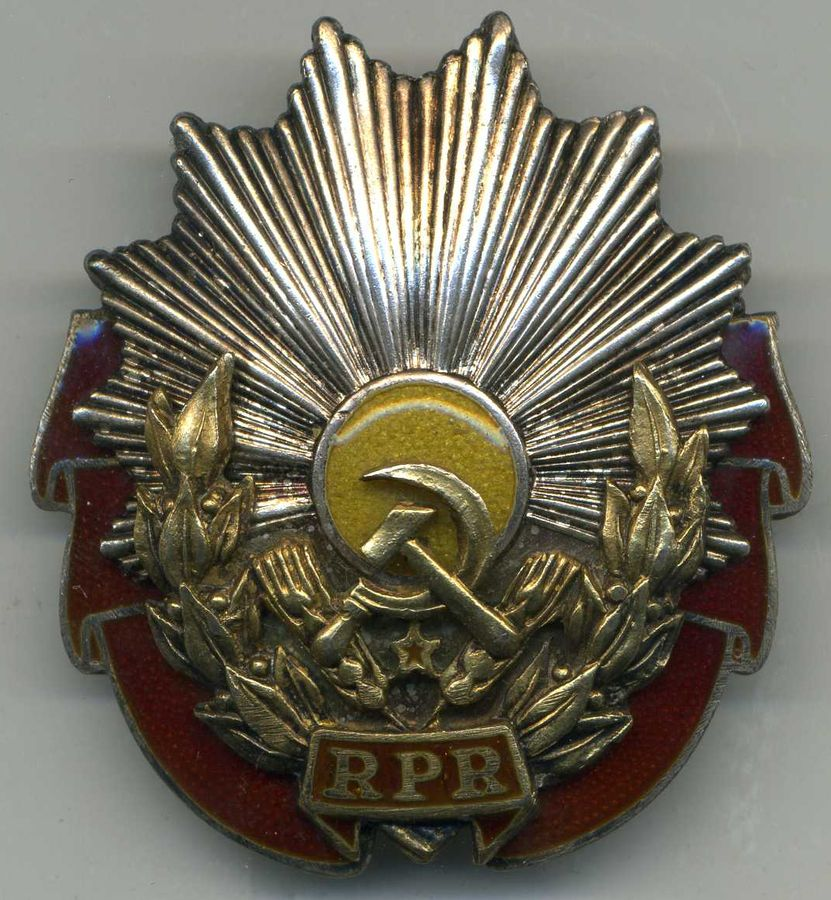
Ordinul Muncii clasa a II-a, RPR
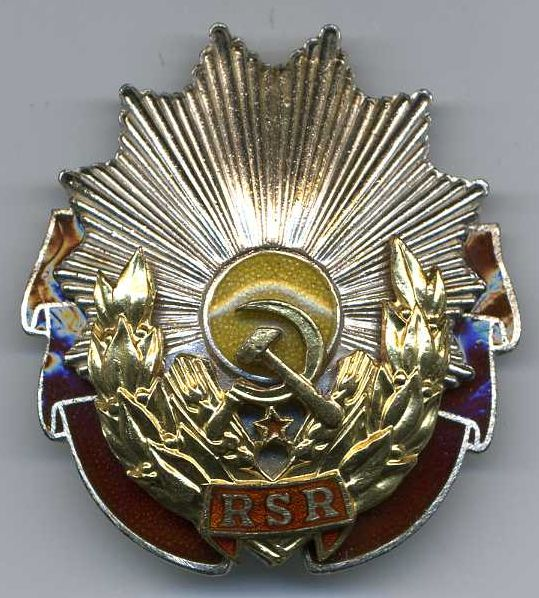
Ordinul Muncii clasa a II-a, RSR
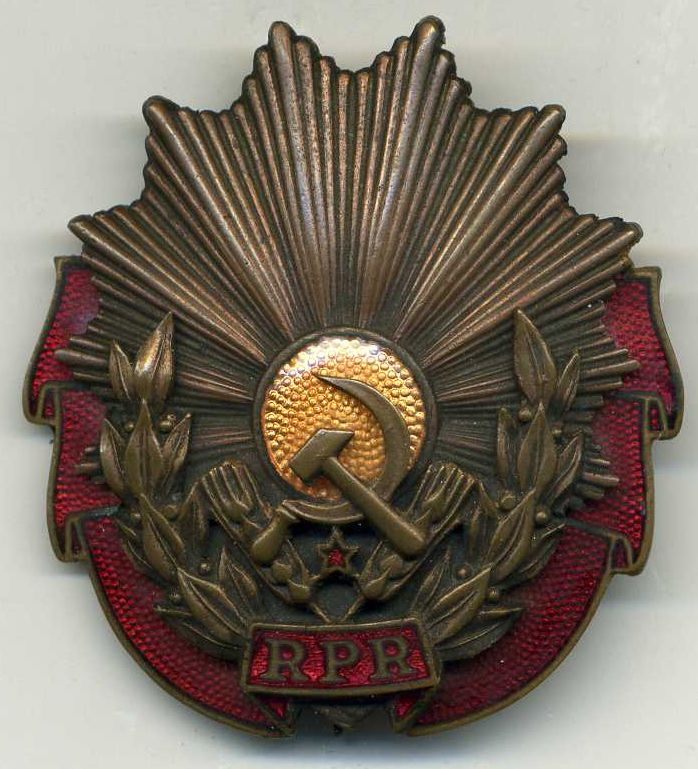
Ordinul Muncii clasa a III-a, RPR
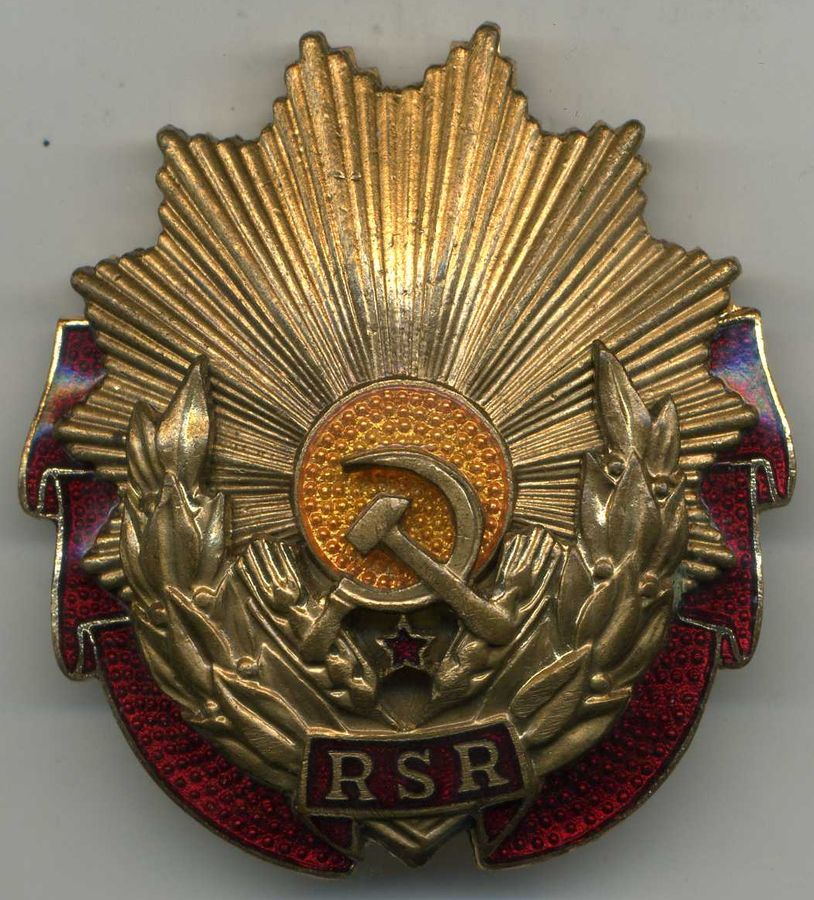
Ordinul Muncii clasa a III-a, RSR

## Medalia Muncii

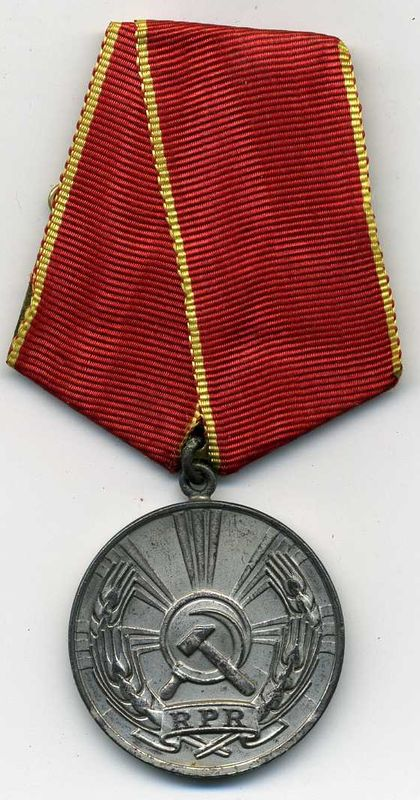
Medalia Muncii.

Decorația Medalia Muncii a fost înființată prin Decretul Consiliului de Stat nr. 172/1949, iar regulamentul privind caracteristicile sale a fost actualizat prin Decretul nr. 414/1953. Aceste acte au fost abrogate prin Legea nr.7 din 8 ianuarie 1998. Medalia se acorda, conform inscripției de pe revers, „pentru merite deosebite în muncă”.